# Vattenvirvlare
Vattenvirvlare avser en anordning som förmår vatten att bilda en virvel, och som anges påverka vattnets egenskaper.
Hanno Essén, docent i teoretisk fysik, har uttryckt skepsis mot anordningar som påstås förändra vattnets egenskaper efter att ha passerat en sådan anordning och har efterlyst kontrollerade laboratorieexperiment för att påståendena ska beläggas.

## Plus & Minus vattenvirvlare
År 2001 uppmärksammade medier att Sveriges riksdag, på initiativ av  riksdagsledamoten Gunnel Wallin från Centerpartiet, hade installerat vattenvirvlare från företaget Plus & Minus i vattenledningar till två av sina byggnader. Dessa vattenvirvlare bestod av en bit rör med en inmonterad spiral.
Denna vattenvirvlare, framtagen av Bertil Pettersson, påstods förbättra vattenkvaliteten genom att påverka de elektromagnetiska fälten i vattnet. Vattenvirvlaren blev föremål för kritik från etablerade forskare och 2005 dömdes den ut av Sverker Olofsson i konsumentprogrammet Plus.
Nordiska museet har i sina samlingar en vattenvirvlare tillverkad av Bertil Pettersson. Den anskaffadees 2005 i samband med ett dokumentationsprojekt om New Age och dess koppling till 1968-rörelsen. Vattenvirvlaren är bokförd på Riksantikvarieämbetets nätplats under termer som Magi, Folklig fysik och kemi och Folklig medicin.
Cygnusinstitutet, en verksamhet i Bålsta,  annonserade 2007 planerade vetenskapliga studier av virvlat vattens effekt vid grönsaksodling. Cygnusinstitutets verksamhet blev starkt kritiserad, bland annat för kvacksalveri, och blev inte långvarig. Några forskningsresultat därifrån är inte kända.

## Watrecos vattenvirvlare
År 2008 skrev Ny Teknik att företaget Watreco påstod att virvlat vatten var mer lättflytande och därför kunde spolas och flyta ut jämnt över skridskobanor redan vid lägre vattentemperaturer, 20°C istället för 35°C. Istemperaturen sades kunna höjas med 1°C−2°C.
I början av 2009 hade drygt tio kommunala ishallar investerat cirka 70 000 kronor var i vattenvirvlare från företaget.
Lars Pettersson, professor i kvantkemi, efterlyste kontrollerade försök på effekten på isbildning utifrån etablerad teori.